# موسم رياضي
في الرياضة، الموسم الرياضي هو موسم نموذجي وجزء من سنة واحدة أو اندماج من سنتين تُقام خلالها الألعاب المنظمة للرياضة في الدورة الواحدة. على سبيل المثال؛  في دوري كرة القاعدة الرئيسي، الموسم الواحد يستمر تقريباً من 1 أبريل وحتى 1 أكتوبر من كل عام. في كرة القدم، في أغلب مواسم الدوريات الأوروبية تٌقام كل عام في أغسطس وتنتهي في مايو أو يونيو من العام الذي يليه. 